# Лебяжья бухта
Лебяжья бухта (Лебединка) — одна из севастопольских бухт, представляет собой небольшую бухту в юго-западной части Камышовой бухты, расположенной в Гагаринском районе города Севастополя. Лебяжья бухта вдаётся в Серединный полуостров более обширного Гераклейского полуострова.
Название отражает природно-географические признаки залива и может быть связано с гнездовьем или зимовкой здесь лебедей. Сейчас лебедь-шипун регулярно (как минимум, с 80-х годов XX века) зимует в расположенной неподалёку Круглой бухте.
Лебяжья бухта относительно мелководная, при этом основной фарватер и южная оконечность Камышовой бухты подверглись дноуглубительным работам. Береговая линия природная, крупный камень. Пляжи или набережные не оборудованы. Объект любительского рыболовства в Лебяжьей бухте — кефаль.
У бухты с IV века до н. э. по XII век находилась античная усадьба херсонесской хоры. Здесь был раскопан колодец и винодельня II—IV веков с двумя цистернами.
С севера от бухты находятся причалы № 235 и № 236, с востока бухты на мысе установлен ближний створный маяк Камышовой бухты.